# Paraphnaeus drucei
Paraphnaeus drucei är en fjärilsart som beskrevs av Sheffield Airey Neave 1904. Paraphnaeus drucei ingår i släktet Paraphnaeus och familjen juvelvingar. Inga underarter finns listade i Catalogue of Life.